# 伊文
伊文（1916年—1992年），男，浙江余姚人，中华人民共和国军事人物，中国人民解放军少将，曾任中国人民解放军总后勤部副部长。